# Kecil
Kecil is een bestuurslaag in het regentschap Kerinci van de provincie Jambi, Indonesië. Kecil telt 765 inwoners (volkstelling 2010).